# ماشا مارتینوویچ
ماشا مارتینوویچ (Maša Martinović؛ بعد از ازدواج ویدیچ، متولد ۹ ژانویه ۱۹۸۹ در چاکوتس، کرواسی) یک کاراته‌کای کروات است که در کومیته ۶۸+ کیلوگرم بانوان رقابت می‌کند.

## دستاوردها
۲۰۱۶

- برنز مسابقات قهرمانی کاراته اروپا - ۸–۵ می، مون‌پلیه، فرانسه - کومیته ۶۸+ کیلوگرم
- مسابقات کاراته قهرمانی جهان مقام پنجم - ۲۵ تا ۳۰ اکتبر، لینتس، اتریش - کومیته ۶۸+ کیلوگرم[۴]

۲۰۱۵

- طلا اولین دوره بازی‌های اروپایی – ۱۴ ژوئن، باکو، جمهوری آذربایجان – کومیته ۶۸+ کیلوگرم[۵]
- طلا مسابقات قهرمانی کاراته اروپا – ۲۲–۱۹ مارس، استانبول، ترکیه – کومیته ۶۸+ کیلوگرم[۶]

۲۰۱۳

- طلا المپیک هنرهای رزمی - ۲۰ تا ۲۱ اکتبر، سن پترزبورگ، روسیه - کومیته ۶۸+ کیلوگرم[۷]
- لیگ برتر کاراته ۱ - برنده بزرگ ۲۰۱۳ - کومیته ۶۸+ کیلوگرم[۸]

۲۰۱۲

- طلا مسابقات قهرمانی دانشگاهی جهان – ۱۵–۱۳ ژوئیه، براتیسلاوا، اسلواکی –کومیته ۶۸+ کیلوگرم[۹]
- نقره مسابقات کاراته قهرمانی جهان – ۲۵–۲۱ نوامبر، پاریس، فرانسه – کومیته تیمی[۱۰]
- نقره مسابقات قهرمانی کاراته اروپا – ۱۳–۱۰ می، آدخه، اسپانیا – کومیته تیمی

۲۰۱۱

- طلا مسابقات قهرمانی دانشگاهی اروپا – ۲۵–۲۲ ژوئیه، سارایوو، بوسنی و هرزگووین– کومیته ۶۸+ کیلوگرم[۱۱]

۲۰۱۰

- برنز مسابقات کاراته قهرمانی جهان – ۳۱–۲۷ اکتبر، بلگراد، صربستان – کومیته تیمی

۲۰۰۸

- طلا مسابقات قهرمانی کاراته جوانان و نوجوانان اروپا – ۱۷–۱۵ فوریه، تریسته، ایتالیا – کومیته تیمی جوانان[۱۲]

۲۰۰۷

- برنز مسابقات قهرمانی کاراته جوانان و نوجوانان جهان– ۲۱–۱۹ اکتبر، استانبول، ترکیه – کومیته تیمی جوانان[۱۳]